# Fjäderboll

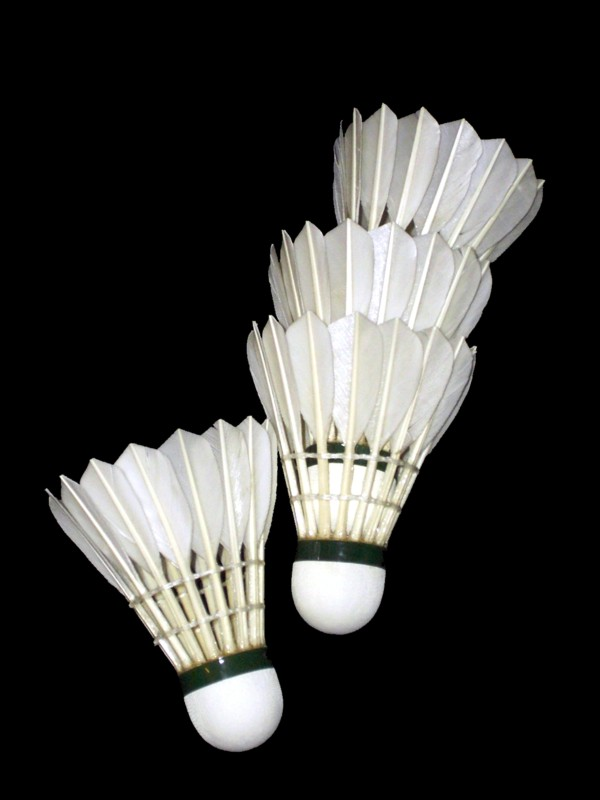
Fjäderbollar med naturfjädrar från gås för badmintonspel.

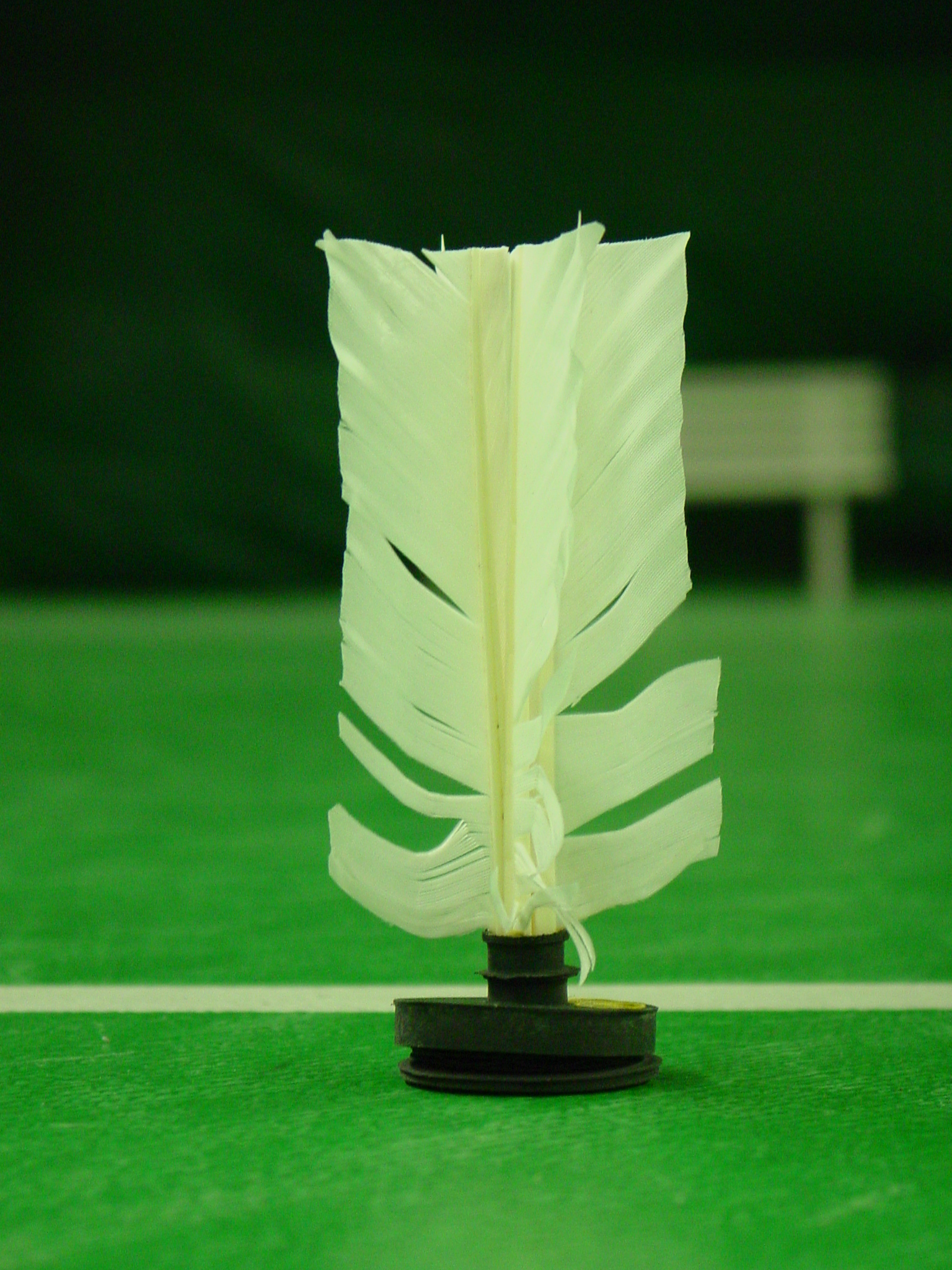
Fotfjäderboll avsedd för ti jian zi.

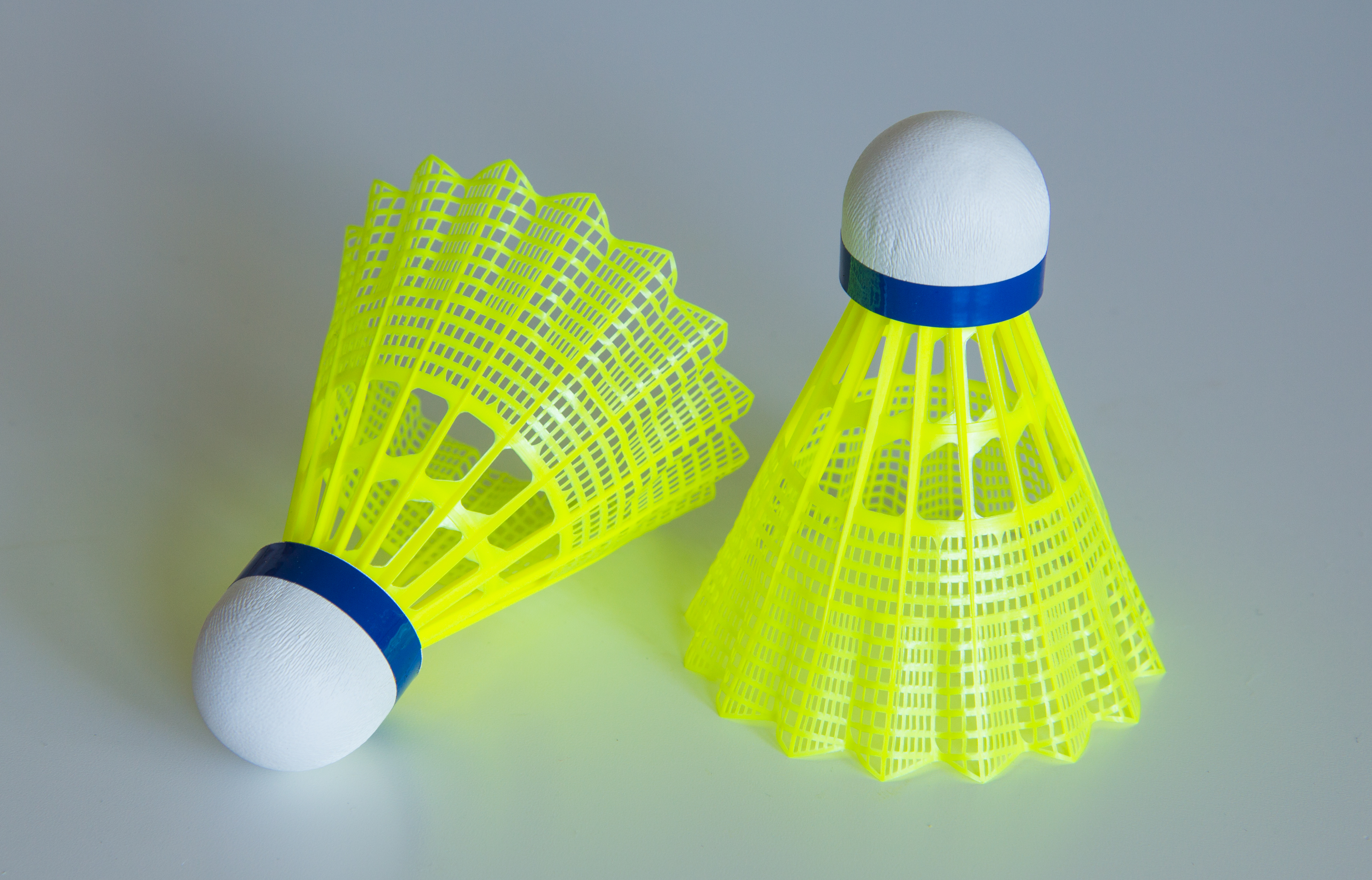
Fjäderbollar av nylon.

Fjäderboll är en projektil som används i vissa racketsporter, till exempel badminton. Den består av en delvis konisk bas med fastsatta fjädrar eller konstgjorda motsvarigheter. Den kan inte studsa men har en lätt flykt, anpassad för idrotter (med eller utan nät) där "bollen" hela tiden ska befinna sig i luften.  

## Utformning och användning
Till formen är den ett koniskt skal där basen är öppen. Sidan utgörs av ungefär 16 överlappande fjädrar, vanligen från gås eller and. Fjädrarnas spetsar sitter fast i en rundad korkbit i konens spets. Konen är alltså mycket trubbig. Korkbiten är täckt med tunt läder. Fjäderbollens form gör att den mycket snabbt inriktar sig med konspetsen framåt i rörelseriktningen och sedan rör sig på det sättet.  
Fjäderboll som används i flera sporter, där bollen under spelet slås till med hjälp av racketar (badminton, speedminton), händerna (peteca, indiaca) eller fötterna (ti jian zi). Fjäderbollar har unika aerodynamiska egenskaper. Vid bollträffen får bollen hög fart, för att sedan bromsas av luften. Fjäderkransen stabiliserar bollbanan och får den att alltid vända huvudet i färdriktningen. Bollarna är på grund av sina egenskaper lämpade för så kallat volleyspel, vilket innebär att de vid slagväxlingen mellan spelarna hela tiden skall hållas flygande. Så snart en boll vidrör golvet är slagväxlingen över och poäng utdelas enligt spelens regelverk.  Ursprungligen var alla typer av fjäderbollar försedda med naturfjädrar, men numera används ofta hållbarare bollar med fjädrar av syntetmaterial (speedminton) och i badminton framförallt vid motionsspel.  

## Varianter
Badmintonboll är en typ av fjäderboll som används för att spela badminton. En badmintonboll ska ha 16 inbördes förbundna fjädrar, fastsatta i krans på en kupad botten, vanligtvis av kork överdragen med skinn eller plast. Samtliga fjädrar är gåsfjädrar och på de allra exklusivaste fjäderbollarna är de alla från gåsens vänstervinge. Enklare badmintonbollar har en fjäderliknande krage i plast istället för av äkta fjädrar.
Bollen får väga 4,74 - 5,50 g.

### Speedminton
Fjäderbollar för spelet speed badminton (kallas också speedminton) liknar de som används i badminton men har kortare fjäderkrans av plast och är tyngre än de för badminton. Speedminton spelas utan nät med racketar liknande de för squash. Bollen benämns speeder och kan användas utomhus också i måttlig vind.  

### Peteca och indiaca
Peteca (som också är beteckningen för själva bollen) är ett fjäderbollspel som spelas framförallt i Brasilien. Bollen, som väger cirka 42 gram, får endast slås med händerna över ett nät av samma höjd som ett volleybollnät (2-2,43 meter). Peteca spelas i bäst av tre set mellan två eller fyra spelare. Liksom i badminton måste bollen vid slagväxlingarna hela tiden hållas i luften, och får inte beröra marken. 
I spelet indiaca, utvecklat under 1930-talet i Tyskland med Peteca som förebild, används också en variant av fjäderboll liknande den för peteca. 

### Jian zi
I Kina och andra länder framförallt i Asien spelas ett spel, jian zi, med anor från århundradena före vår tideräknings början. Spelet går ut på att hålla en tung fjäderboll (vikt 15-25 gram, totallängd 15-21cm) i luften genom att med fötterna sparka den över ett nät till motståndarsidan. Bollväxlingen får enbart ske med fötterna och kräver mycket stor skicklighet av utövarna. Jian zi är en tävlingsidrott och är en nationalsport i Vietnam. Den kan jämföras med sepak takraw, en snarlik bollsport som också är populär i Sydostasien.
Sedan mitten av 1980-talet spelas jian zi i Europa under beteckningen Shuttlecock kicking (tyska Wikipedia Federfussball, på svenska saknas officiell beteckning (fjäderfotboll?)). Verksamheten i Europa administreras av Shuttlecock Federation of Europe med 14 associerade nationella förbund, däribland Finland som enda nordiska land.

### Pilou
I det sydfranska spelet Pilou används en variant av fjäderboll som består av ett mynt med hål i mitten som tyngd och en papperstuss som fjädrar. Spelet är mest framträdande i Nice och hade sin storhetstid på 1950-talet.